# Svenljunga
Svenljunga ( PRONÚNCIA) é uma pequena cidade sueca na província histórica da Västergötland. 
Com cerca de 3 773 habitantes (2020), é a sede do município de Svenljunga, pertencente ao condado de Västra Götaland, localizado no Sul da Suécia.  
Está situada na margem direita do rio Ätran, a 30 quilômetros ao sul da cidade de Borås. 

## Economia
A economia de Svenljunga está dominada por pequenas empresas de têxteis, peles e indústria manufatureira. Muitos locais trabalham em Borås.